# 4 U
„4 U” – pierwszy minialbum Cody’ego Simpsona wydany 21 grudnia 2010 nakładem Atlantic. Produkcją zajął się Lucas Secon, DJ Frank E, Shawn Campbell i Blue Wiliams. Utwory zawarte na płycie są głównie popowe.
Pierwszy singiel iYiYi ukazał się 1 czerwca 2010, a drugi All Day 17 marca 2011.

## Lista utworów
1. „Round of Applause” - 3:31
2. „iYiYi” (featuring Flo Rida) - 3:55
3. „All Day” - 3:07
4. „Don't Cry Your Heart Out” - 3:49
5. „iYiYi” (acoustic version) - 3:14

## Pozycje
- US Heat - 4f